# Ophiomyia pretoriensis
Ophiomyia pretoriensis är en tvåvingeart som beskrevs av Spencer 1960. Ophiomyia pretoriensis ingår i släktet Ophiomyia och familjen minerarflugor. Inga underarter finns listade i Catalogue of Life.